# Préfecture des Hauts-de-Seine
La préfecture des Hauts-de-Seine est un bâtiment situé à Nanterre, dans la banlieue ouest de Paris, en France.

## Le bâtiment
Il est principalement composé d'une tour de 25 étages et 113 mètres de hauteur (classé IGH). Baptisé « préfecture », il s'agit en réalité du Centre administratif départemental (CAD), qui abrite les services de la préfecture du département des Hauts-de-Seine et la plupart des services administratifs de l'État. Jusqu'en 1985, il abritait également les services du conseil général des Hauts-de-Seine, avant la construction de l'hôtel du département au 2-16 boulevard J.-G. Soufflot. L'immeuble, qui adopte une configuration « socle / bloc », est composé d'un bâtiment carré  surmonté d'une tour de 113 m de haut, contenant les bureaux. Il abrite en particulier l'ancienne salle du conseil général en forme d'amphithéâtre d'une centaine de places, dite « Salle Chateaubriand ». La forme de cette salle est directement inspirée d'une sculpture de Marta Pan, épouse de l'architecte du bâtiment, André Wogenscky. Il est construit sur pieux du fait de la proximité de la nappe phréatique et d'anciennes champignonnières.
À ce bâtiment construit par cet architecte disciple de Le Corbusier, est adjoint entre 1969 et 1974 un autre bâtiment abritant le Palais de justice construit par le même architecte et réhabilité courant des années 2000.
Le bâtiment est partiellement inscrit au titre des monuments historiques par arrêté du 21 janvier 2019.

## Services hébergés
Les services de l'État hébergés, outre ceux de la préfecture, sont l'Inspection académique, les Finances, la Police nationale (DTSP), la Banque de France, les deux unités territoriales de la Direction régionale et interdépartementale de l'équipement et de l'aménagement (DRIEA-UT92) et de la Direction régionale et interdépartementale de l'habitat et du logement (DRIHL-UT92), la Direction départementale de la protection des populations (DDPP), la Direction départementale de la cohésion sociale (DDCS). En 2012, cela représente environ 1 400 agents.
Le bâtiment comporte également un restaurant administratif et des logements de fonction.

Initialement prévu pour réaliser le musée du XXe siècle voulu par André Malraux, ce bâtiment devient la préfecture des Hauts de Seine.

À l'époque de la construction de la préfecture, le journal Le Monde procède à une interview d'Henri Chauvet et titre son article « Préfecture en solitude ».

André Wogenschky s'associa avec l'architecte urbaniste Henri Chauvet.

Le pôle administratif des Hauts de Seine sera complété par l'hôtel du département des Hauts-de-Seine, conçu par Henri Chauvet.

## Emplacement
La préfecture se situe à la croisée de deux axes, à mi-chemin sur l'axe reliant la place de Belgique à la place de la Boule (avenue Frédéric-et-Irène-Joliot-Curie à Nanterre), et près de l'axe historique parisien au niveau de la place Nelson-Mandela, entre la Grande Arche et la Seine.

## Accès
Par les transports en commun, la préfecture des Hauts-de-Seine est accessible par la station Nanterre - Préfecture du RER A (650 mètres), mais également par les stations Nanterre - La Folie du RER E et Nanterre - Université du RER A et Transilien L (à 700 mètres), ainsi que par six lignes de bus RATP  (159, 160, 163, 259 et 276 et N53).

### Iconographie

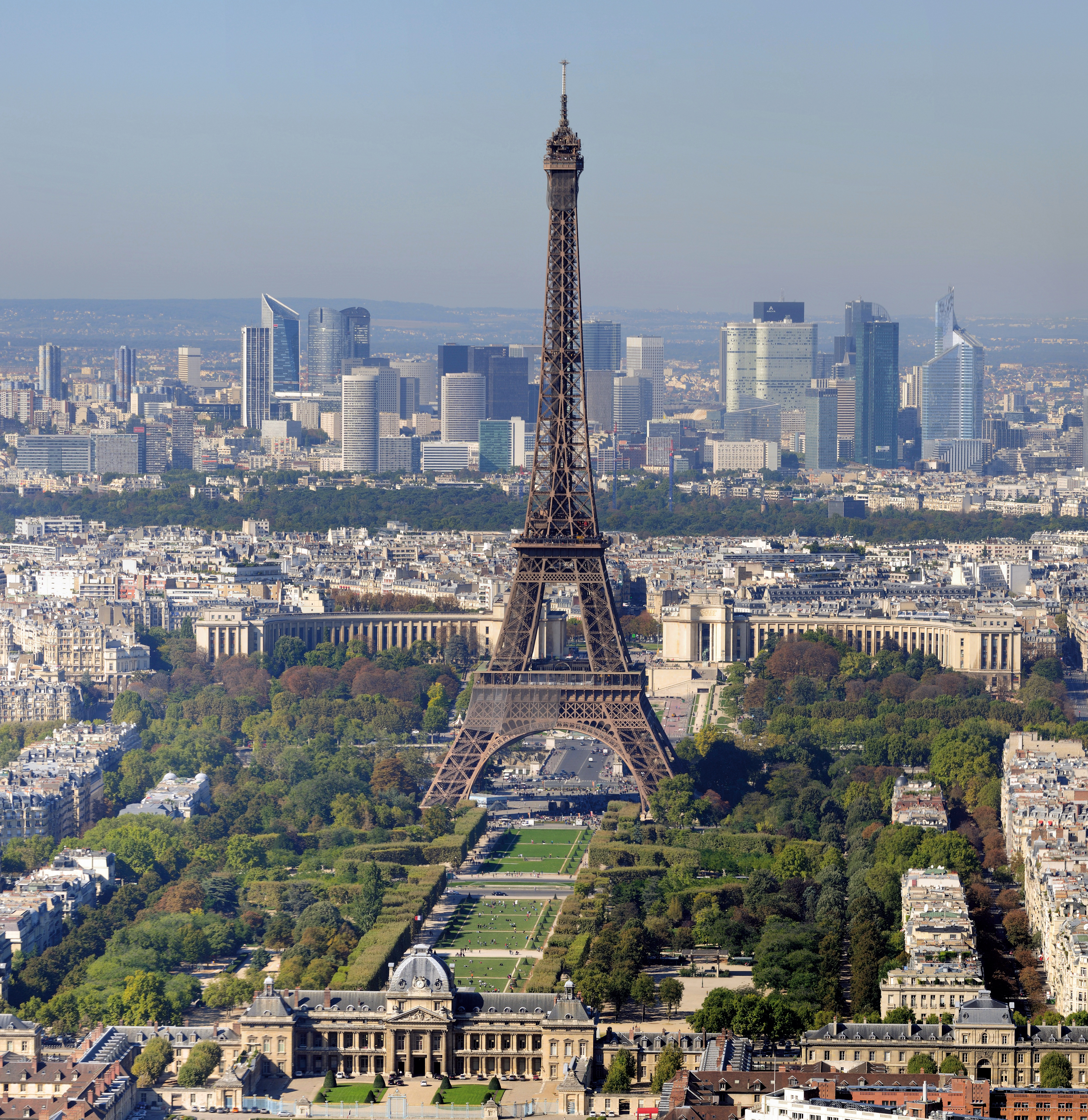
Troisième tour en partant de la gauche, la préfecture des Hauts-de-Seine est visible depuis la tour Montparnasse.
Profil du bâtiment principal vu du sol et de profil.
L'arrière du bâtiment.